# Latzhose

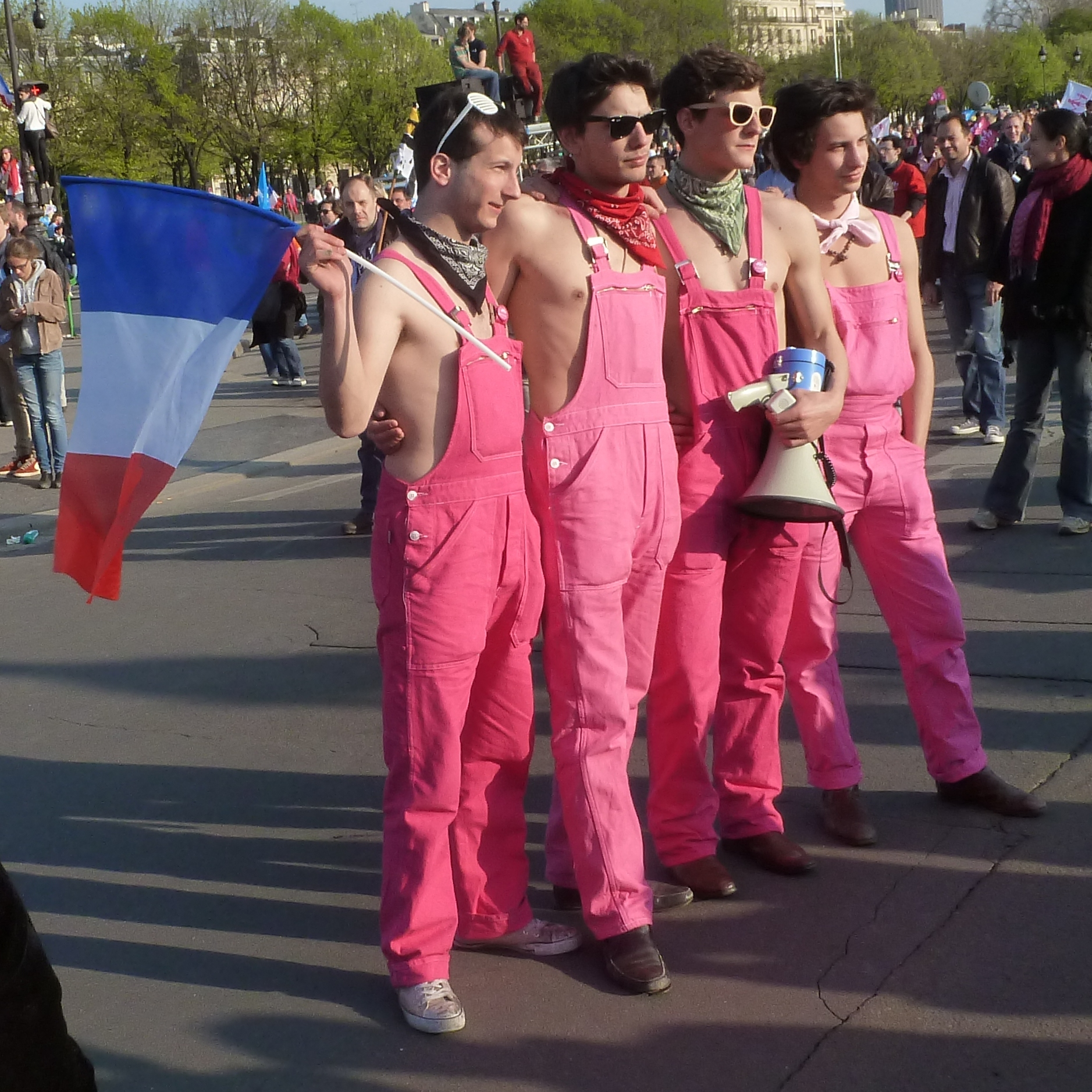
Latzhosen La Manif pour tous, 2013

Eine Latzhose ist eine spezielle Form der Hose, an die vorne ein Vorderlatz angesetzt ist. Hinten an der Latzhose sind in der Länge verstellbare Hosenträger angebracht, die über die Schultern verlaufen und am Latz befestigt werden.
Die Latzhose ist als Arbeitskleidung in Handwerk und Industrie sehr verbreitet, weiterhin bei Rettungsdiensten wie der Feuerwehr. Sie dient hier als Schutzkleidung zum Beispiel gegen Öl, Staub, Farbe, Schmutz oder Funkenflug. Latzhosen kommen als Schutzkleidung in Betracht nach DIN EN 510, welche die „Festlegungen für Schutzkleidungen für Bereiche, in denen ein Risiko des Verfangens in beweglichen Teilen besteht“, beschreibt.

## Ausführung als Arbeits- und Schutzkleidung
Latzhosen, die als Arbeits- und Schutzkleidung dienen, haben meist zwei schräge Leistentaschen, aufgesetzte Schenkeltaschen und einen verstellbaren Seitenschlitz in der linken Seitennaht. Der Hosenbeinabschluss ist weitenverstellbar und hat einen silbernen Reflexstreifen rundum, der Vorderlatz ist mit aufgesetzter Latztasche, die elastischen Träger mit Steckschlossschnallen und das hochgezogene Rückenteil mit Nierenschutz. Diese Ausführung wird für Männer, Frauen und Kinder angeboten.

## Begriffsgeschichte
Heute wird unter Latzhose generell eine Hose mit Brustlatz und Hosenträgern verstanden. Im ersten Drittel des 20. Jhs. war damit eine Hose mit Klappe an der Vorderhose gemeint, die von Bügelfalte zu Bügelfalte ging. Ihr Hosenschlitz war zugenäht, und damit dem Träger die Latzhose beim Abknöpfen der Klappe nicht herunterfiel, wurde die Hose oben mit einem Latz versehen. Die Klappe wurde auf das Latzstück geknöpft, im Latzstück waren auch die Seitentaschen angebracht.  Eine Latzhose als kurze Trachtenhose gab es für 21 Warenbeschaffungspunkte auf einer Reichskleiderkarte von 1940.

## Modische Erscheinung
Während des Zweiten Weltkrieges waren attraktive Uniformen eine Rekrutierungsmaßnahme für Frauen in die Armee und Marine der USA und Großbritanniens. Frauen im Dienst versuchten die Uniformen, Latzhosen und Overalls modisch zu kombinieren.

In den 1970ern und 1980ern war die Latzhose modern und vor allem in der Ökoszene und der Frauenbewegung zu beobachten. Prominente Träger von Latzhosen, die diese über das Fernsehen bekannt machten, waren unter anderem Peter Lustig in Löwenzahn und Achim (Joachim Kaps) in Brummkreisel.

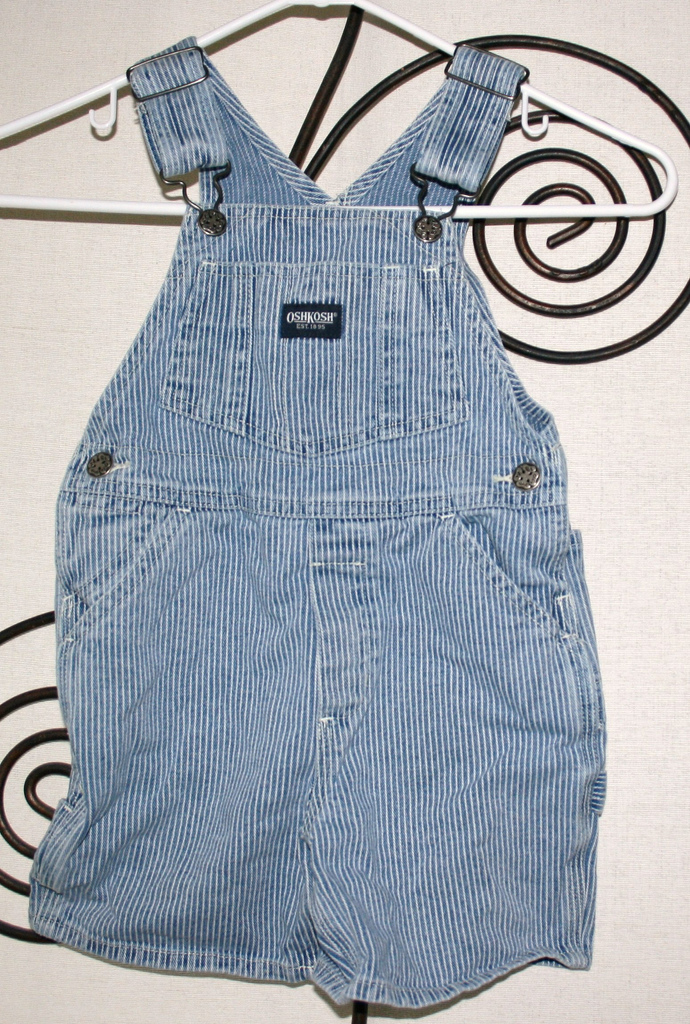
Kurze Kinderlatzhose – vorne
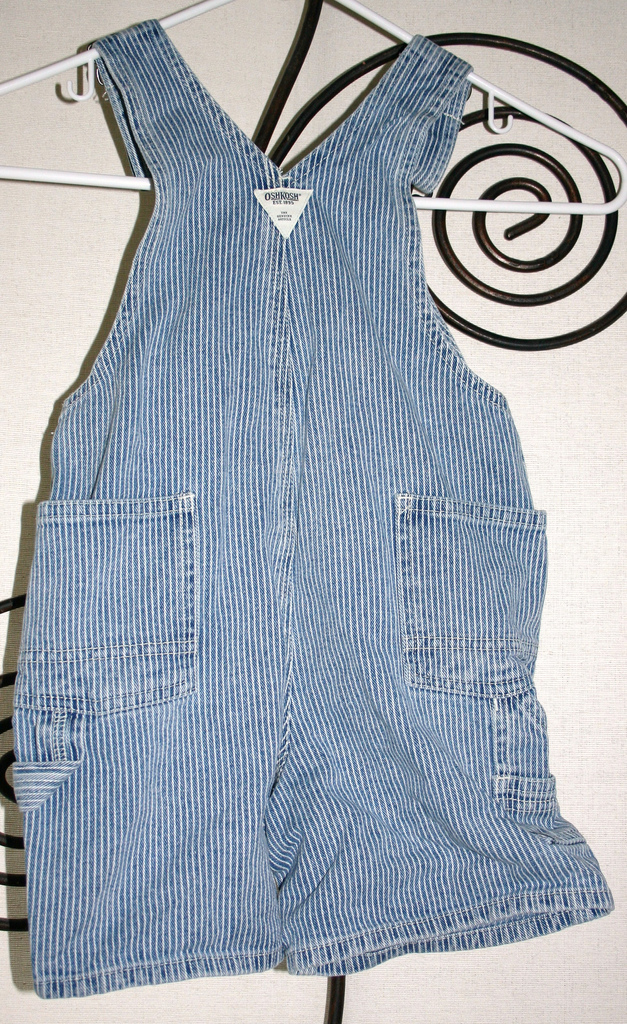
Kurze Kinderlatzhose – hinten
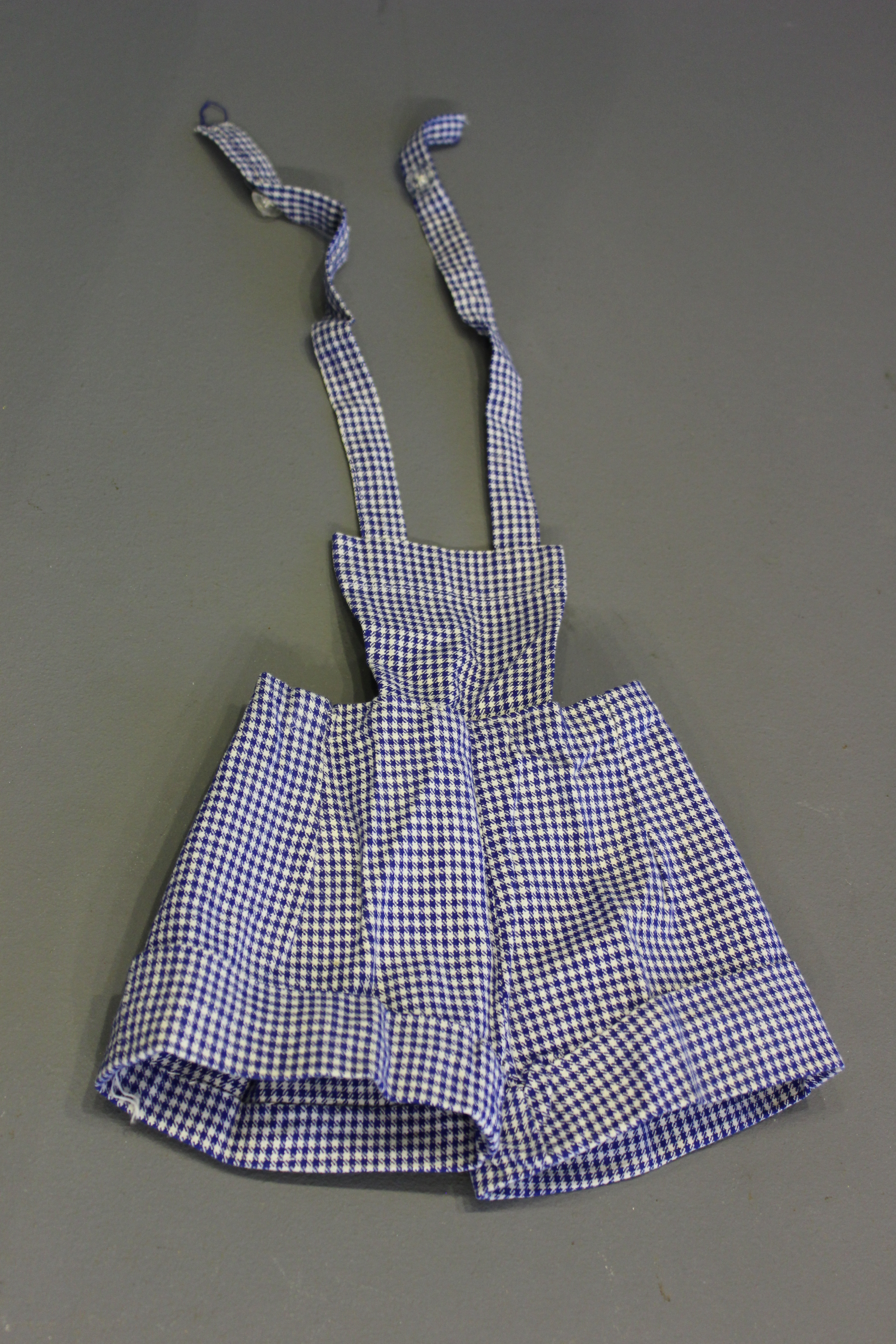
Kurze Latzhose – ohne Rückenteil
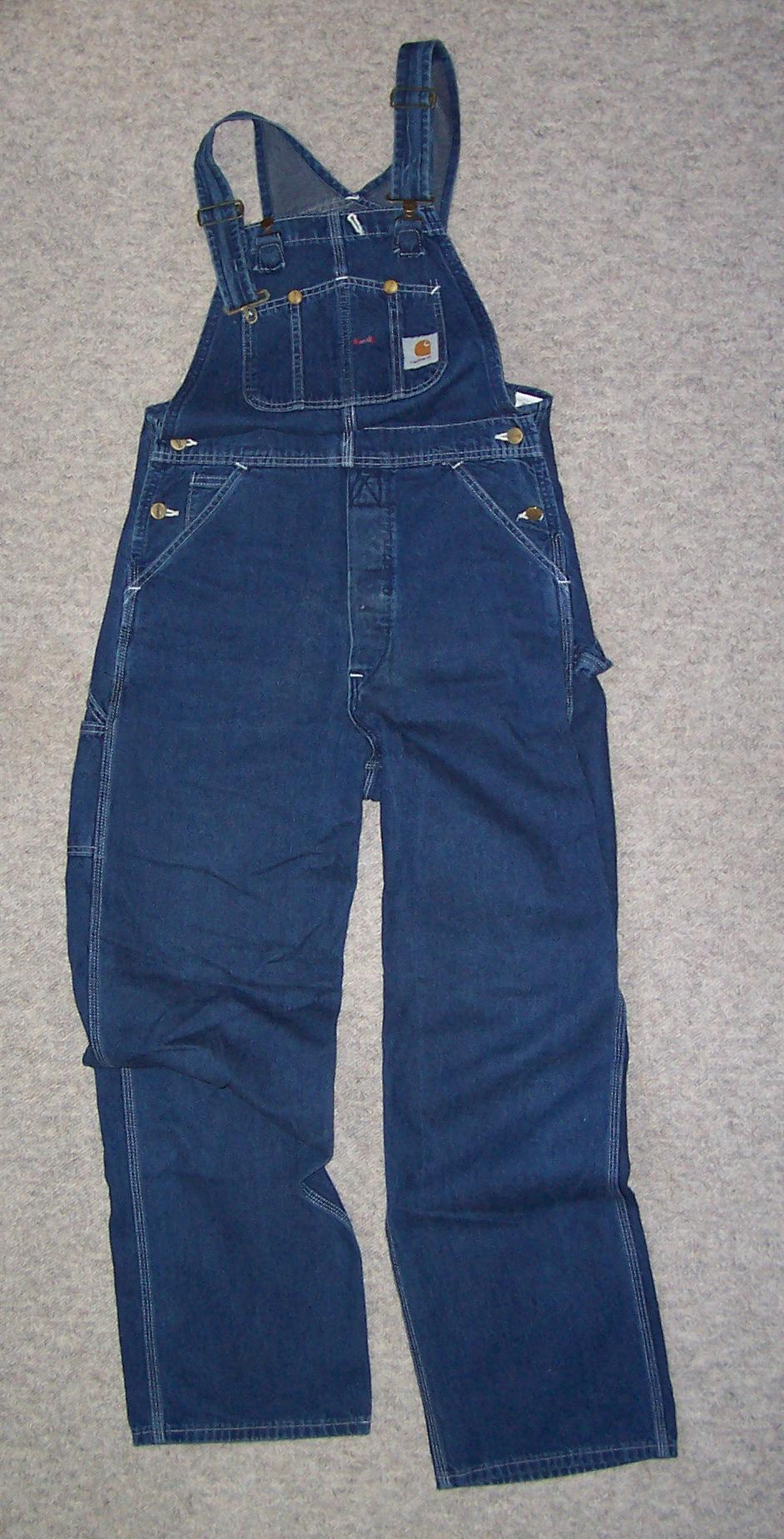
Lange Latzhose
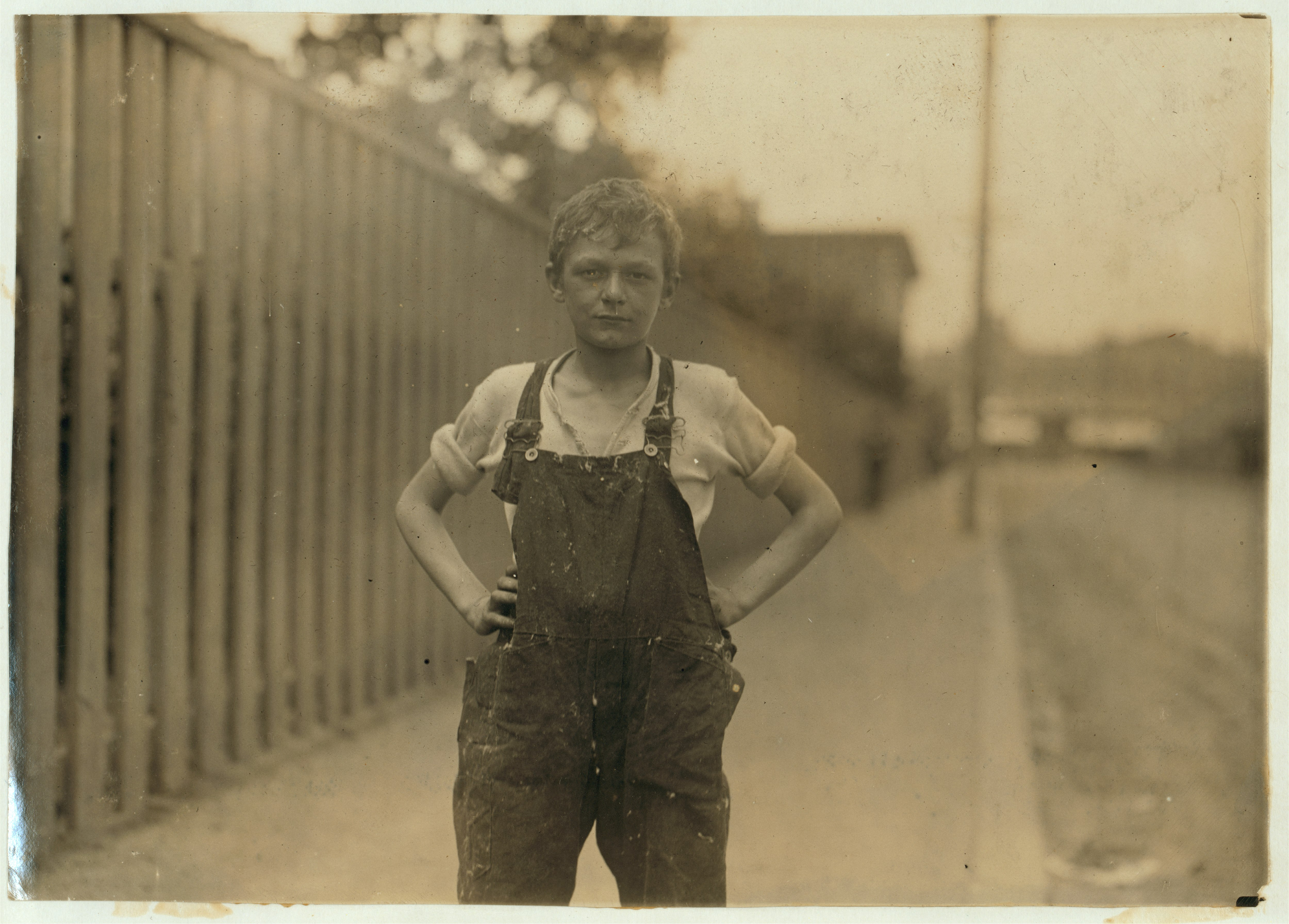
Junge in Latzhose in der Textilindustrie (Fall River, Massachusetts, 1916)